# Palpimanus namaquensis
Espèce
Palpimanus namaquensis est une espèce d'araignées aranéomorphes de la famille des Palpimanidae.

## Distribution
Cette espèce se rencontre en Afrique du Sud au Cap-du-Nord et en Namibie,.

## Description
Le mâle mesure 5 mm et la femelle 6 mm.

## Étymologie
Son nom d'espèce, composé de namaqu[aland] et du suffixe latin -ensis, « qui vit dans, qui habite », lui a été donné en référence au lieu de sa découverte, le Namaqualand.

## Publication originale
- Simon, 1910 : Arachnoidea. Araneae (II). Zoologische und anthropologische Ergebnisse einer Forschungsreise im Westlichen und zentralen Südafrika. Denkschriften der Medicinisch-naturwissenschaftlichen Gesellschaft zu Jena, vol. 16, p. 175-218 (texte intégral).